# Amerikaanse auto in 2013
Dit artikel geeft een overzicht van alle Amerikaanse en Australische personenwagens die in 2013 op de markt kwamen. De auto's staan alfabetisch gerangschikt per merk.

## Noord-Amerika
| Acura |                  | concern:                                 | Honda Japan |
| Acura | divisie:         |                                          |             |
| Acura | merk:            | Acura Verenigde Staten                   |             |
| Acura | model:           | MDX cross-over-suv (3e generatie)        |             |
| Acura | einde productie: | 2020                                     |             |
| Acura | productieaantal: | ruim 400.000 (verkocht in Noord-Amerika) |             |

| Acura |                  | concern:                           | Honda Japan |
| Acura | divisie:         |                                    |             |
| Acura | merk:            | Acura Verenigde Staten             |             |
| Acura | model:           | RLX sedan (1 generatie)            |             |
| Acura | einde productie: | 2020                               |             |
| Acura | productieaantal: | 18.346 (verkocht in Noord-Amerika) |             |

| Cadillac |                  | concern:                                 | General Motors Verenigde Staten |
| Cadillac | divisie:         |                                          |                                 |
| Cadillac | merk:            | Cadillac Verenigde Staten                |                                 |
| Cadillac | model:           | CTS sedan (3e generatie)                 |                                 |
| Cadillac | einde productie: | 2016                                     |                                 |
| Cadillac | productieaantal: | ruim 100.000 (verkocht in Noord-Amerika) |                                 |

| Cadillac |                  | concern:                  | General Motors Verenigde Staten |
| Cadillac | divisie:         |                           |                                 |
| Cadillac | merk:            | Cadillac Verenigde Staten |                                 |
| Cadillac | model:           | ELR coupé (1 generatie)   |                                 |
| Cadillac | einde productie: | begin 2016                |                                 |
| Cadillac | productieaantal: | 2958                      |                                 |

| Chevrolet |                  | concern:                                      | General Motors Verenigde Staten |
| Chevrolet | divisie:         |                                               |                                 |
| Chevrolet | merk:            | Chevrolet Verenigde Staten                    |                                 |
| Chevrolet | model:           | Corvette coupé / cabriolet (C7; 7e generatie) |                                 |
| Chevrolet | einde productie: | november 2019                                 |                                 |
| Chevrolet | productieaantal: | 189.507 (inclusief speciale versies)          |                                 |

| Chevrolet |                  | concern:                                | General Motors Verenigde Staten |
| Chevrolet | divisie:         |                                         |                                 |
| Chevrolet | merk:            | Chevrolet Verenigde Staten              |                                 |
| Chevrolet | model:           | Impala sedan (10e generatie)            |                                 |
| Chevrolet | einde productie: | 27 februari 2020                        |                                 |
| Chevrolet | productieaantal: | ca. 600.000 (verkocht in Noord-Amerika) |                                 |

| Chevrolet GMC |                  | concern: | General Motors Verenigde Staten |
| Chevrolet GMC | divisie:         | |                                 |
| Chevrolet GMC | merk:            | Chevrolet en GMC Verenigde Staten |                                 |
| Chevrolet GMC | model:           | Silverado 1500 twee- en vierdeurpick-up met korte of lange laadbak (Chevrolet; 3e generatie; de zwaardere 2500 en 3500 verschenen in 2015 en werden tot en met 2019 geproduceerd) Sierra (4e generatie; badge-engineered variant van GMC) |                                 |
| Chevrolet GMC | einde productie: | 2018 |                                 |
| Chevrolet GMC | productieaantal: | ca. 3,6 miljoen Silverado en 1,5 miljoen Sierra (verkocht in Noord-Amerika) |                                 |

| Chevrolet |                  | concern: | General Motors Verenigde Staten |
| Chevrolet | divisie:         | |                                 |
| Chevrolet | merk:            | Chevrolet Verenigde Staten                                                                                                  |                                 |
| Chevrolet | model:           | SS sedan (badge-engineered Holden VF Commodore SS-V Redline, de krachtigste variant van de 4e generatie Commodore uit 2006) |                                 |
| Chevrolet | einde productie: | 2017 |                                 |
| Chevrolet | productieaantal: | 12.860 |                                 |

| Chevrolet |                  | concern:                                                                            | General Motors Verenigde Staten |
| Chevrolet | divisie:         |                                                                                     |                                 |
| Chevrolet | merk:            | Chevrolet Verenigde Staten                                                          |                                 |
| Chevrolet | model:           | Trax / Tracker (in Latijns-Amerika en het GOS) kleine cross-over-suv (1e generatie) |                                 |
| Chevrolet | einde productie: | 2022                                                                                |                                 |
| Chevrolet | productieaantal: | ca. 800.000 (verkocht in Noord-Amerika en Europa)                                   |                                 |

| Ford |                  | concern:                                                                         | onafhankelijk |
| Ford | divisie:         |                                                                                  |               |
| Ford | merk:            | Ford Verenigde Staten                                                            |               |
| Ford | model:           | Fusion Energi sedan (plug-inhybride-variant van de 2e generatie Fusion uit 2012) |               |
| Ford | einde productie: | augustus 2020                                                                    |               |
| Ford | productieaantal: | ?                                                                                |               |

| Jeep |                  | concern:                               | Chrysler LLC Verenigde Staten |
| Jeep | divisie:         |                                        |                               |
| Jeep | merk:            | Jeep Verenigde Staten                  |                               |
| Jeep | model:           | Cherokee cross-over-suv (5e generatie) |                               |
| Jeep | einde productie: | februari 2023                          |                               |
| Jeep | productieaantal: | 1.686.759 (verkocht in Noord-Amerika)  |                               |

| Lincoln |                  | concern:                                 | Ford Motor Company Verenigde Staten |
| Lincoln | divisie:         |                                          |                                     |
| Lincoln | merk:            | Lincoln Verenigde Staten                 |                                     |
| Lincoln | model:           | MKZ sedan (2e generatie)                 |                                     |
| Lincoln | einde productie: | juli 2020                                |                                     |
| Lincoln | productieaantal: | ruim 200.000 (verkocht in Noord-Amerika) |                                     |

| Ram |                  | concern:                                                                    | Chrysler LLC Verenigde Staten |
| Ram | divisie:         |                                                                             |                               |
| Ram | merk:            | Ram Verenigde Staten                                                        |                               |
| Ram | model:           | ProMaster bestelwagen / minibus (badge-engineered 3e generatie Fiat Ducato) |                               |
| Ram | einde productie: | ?                                                                           |                               |
| Ram | productieaantal: | 555.221 (verkocht in de Verenigde Staten t/m 2024)                          |                               |

## Latijns-Amerika
| Chevrolet |                  | concern:                                                                | General Motors Verenigde Staten |
| Chevrolet | divisie:         | General Motors do Brasil Brazilië                                       |                                 |
| Chevrolet | merk:            | Chevrolet Verenigde Staten                                              |                                 |
| Chevrolet | model:           | Prisma sedan (sedanvariant van de 1e generatie Onix hatchback uit 2012) |                                 |
| Chevrolet | einde productie: | 2019                                                                    |                                 |
| Chevrolet | productieaantal: | ?                                                                       |                                 |

| Dodge |                  | concern:                                                                    | Chrysler LLC Verenigde Staten |
| Dodge | divisie:         | Chrysler de Venezuela Venezuela                                             |                               |
| Dodge | merk:            | Dodge Verenigde Staten                                                      |                               |
| Dodge | model:           | Forza (badge-engineered 1e generatie Fiat Siena voor de Venezolaanse markt) |                               |
| Dodge | einde productie: | 2020                                                                        |                               |
| Dodge | productieaantal: | ?                                                                           |                               |

## Australië
| Holden |                  | concern:                                                               | General Motors Verenigde Staten |
| Holden | divisie:         |                                                                        |                                 |
| Holden | merk:            | Holden Australië                                                       |                                 |
| Holden | model:           | Malibu sedan (badge-engineered 8e generatie Chevrolet Malibu uit 2011) |                                 |
| Holden | einde productie: | 2016                                                                   |                                 |
| Holden | productieaantal: | ?                                                                      |                                 |

| Holden |                  | concern:                                                                  | General Motors Verenigde Staten |
| Holden | divisie:         |                                                                           |                                 |
| Holden | merk:            | Holden Australië                                                          |                                 |
| Holden | model:           | Trax kleine cross-over-suv (badge-engineered 1e generatie Chevrolet Trax) |                                 |
| Holden | einde productie: | 2020                                                                      |                                 |
| Holden | productieaantal: | ?                                                                         |                                 |